# Sergej Rahmanjinov
Sergej Vasiljevič Rahmanjinov (rus. Сергей Васильевич Рахманинов, Semjonovo, 2. travnja 1873. – Beverly Hills, 28. ožujka 1943.), ruski pijanist, dirigent i skladatelj.
Ubrajao se među najveće pijanističke virtuoze svojega doba. Njegova glazba prožeta je elegičkim akcentima koji katkad prelaze u izrazitu melankoliju. Najpoznatija su mu klavirska djela, oblikovana pod utjecajem Liszta i Chopina.

## Djetinjstvo
Rođen je u Semjonovu, blizu Novgoroda u sjeverozapadnoj Rusiji u imućnoj obitelji. Osim što je bio pripadnik ruskoga plemstva, njegovo pijanističko obiteljsko stablo započinje s velikim kraljem glasovira, Franzom Lisztom. Roditelji su bili pijanisti amateri, a svoje prve sate glasovira dobio je od svoje majke na njihovom imanju.
Zbog novčanih poteškoća obitelj se preselila u Sankt Peterburg gdje je Sergej upisao Konzervatorij. Kasnije se preselio u Moskvu, gdje su mu učitelji glasovira bili Nikolaj Zverev i Lisztov učenik Aleksandar Siloti.
Već u ranom životu pokazao je velik potencijal u skladateljstvu.

## Emigracija u SAD
Svoju prvu turneju u Sjedinjenim Američkim Državama imao je tijekom 1909. godine. Nakon vrlo uspješne turneje postao je popularna osoba u Americi.
Nakon Oktobarske revolucije 1917. Rahmanjinov je, dijelom zato što pripada prvom plemstvu, poput brojnih drugih ruskih umjetnika zauvijek napustio svoju domovinu.

## Glazbeno umijeće
Nakon napuštanja Rusije je drugim, pijanističkim plemstvom i velikim virtuozitetom stekao svjetsku popularnost i omogućio svojoj obitelji siguran život. Najznačajnija su njegova djela četiri glasovirska koncerta, glasovirske zbirke Moments musicaux (1896.), Preludiji (1903.,1910.) i Etudes tableaux (1911.,1917.)
Između 1892. i 1917. (tijekom života u Rusiji) napisao je 39 djela a u razdoblju između 1918. i njegove smrti 1943., živeći u SAD, završio je samo 6 djela.
Djela:
- "Rapsodija na Paganinijevu temu"
- "Elegički trio"
- "Otok mrtvih"
- "Proljeće"
- "Zvona"